# Mammy
Mammy, a volte italianizzato in mami, è il nome che negli Stati Uniti si dà alla rappresentazione nella struttura narrativa o in altri immaginari, della domestica di discendenza africana, generalmente di buon cuore, spesso sovrappeso.

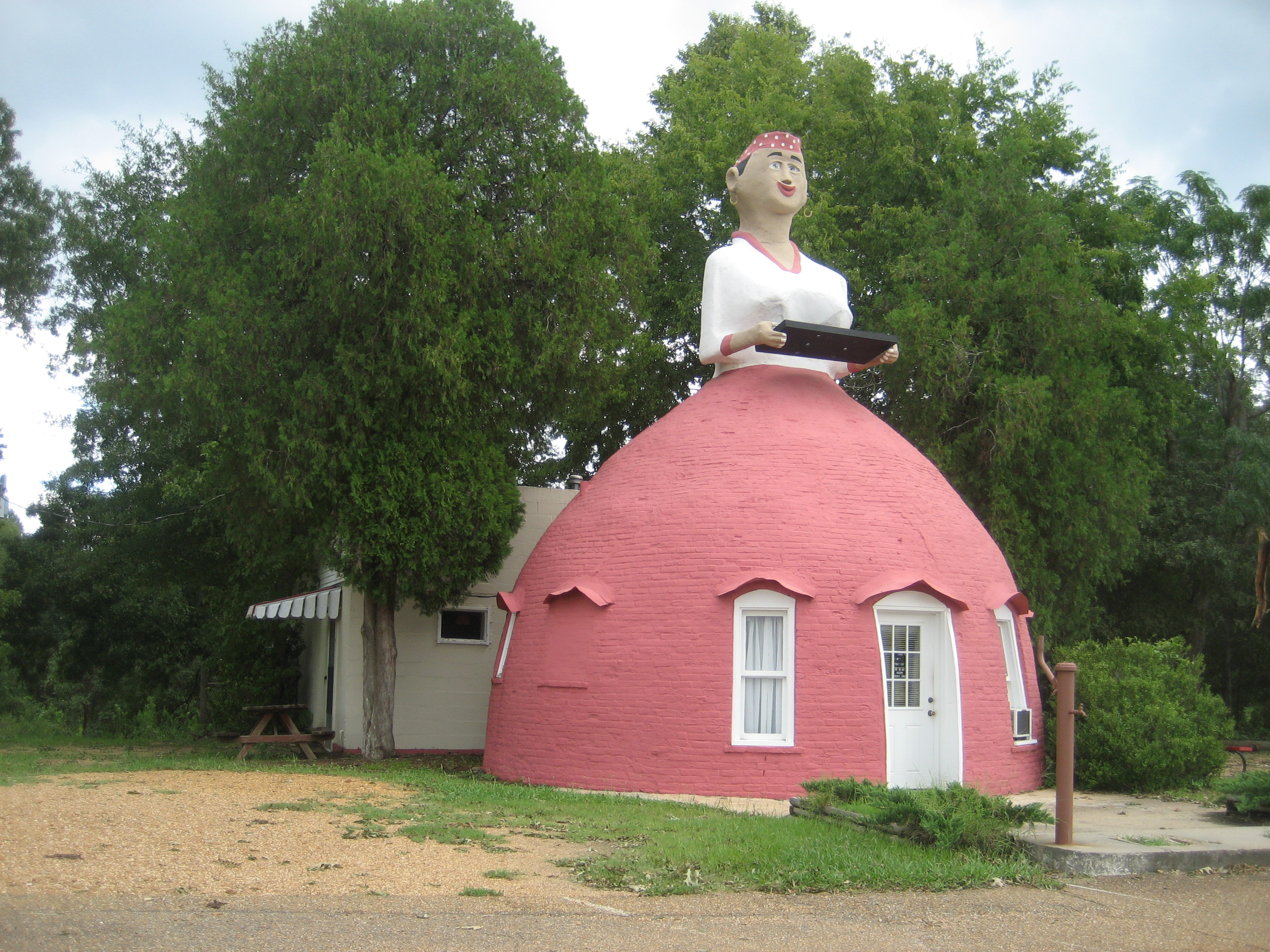
"Mammy's Cupboard," ristorante nella Adams County, Mississippi

La parola "mammy" è una variante di "mother" (madre), in passato comune nel Nordamerica ma ora usata raramente e considerata alla stregua di un insulto discriminante.

## Mammy come balia
"Wet-mammy" o "balia" era un termine usato per una domestica che faceva da bambinaia e aveva anche il compito di allattare al seno i bambini al posto della loro madre, sia in caso di morte di parto della madre, sia a causa di pressioni socio-culturali secondo le quali il seno della madre si sarebbe deturpato in caso di allattamento.

## Nella cultura di massa

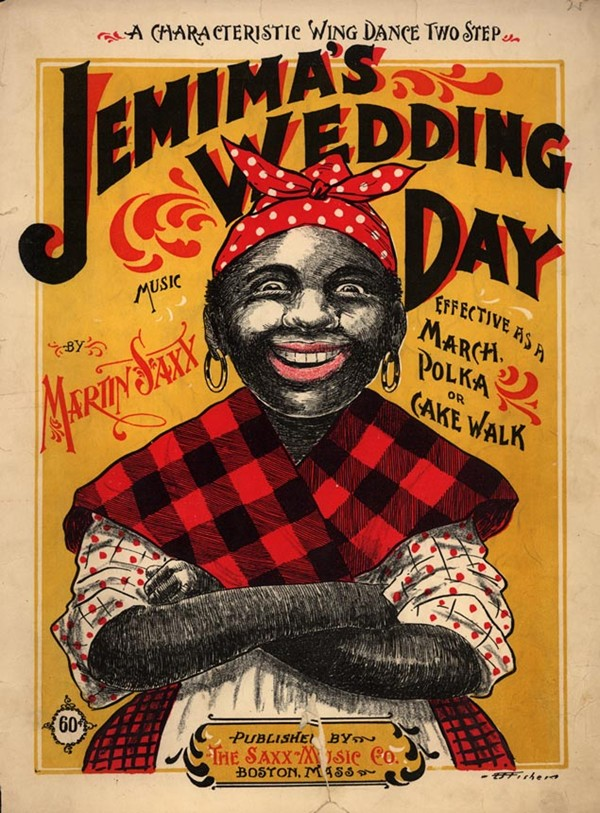
Aunt Jemima

Il personaggio della Mammy divenne famoso nella cultura popolare poco prima del movimento per i diritti civili (1955-1968). Uno degli esempi più celebri è Aunt Jemima (It. Zia Jemima), la mascotte di una marca di pancake e sciroppi basata su Nancy Green. Negli ultimi anni, la confezione è stata ridisegnata per rimpiazzare l'immagine di Mammy con quella di una casalinga più contemporanea.

### Musica, film, radio, televisione, videogiochi
Il personaggio della Mammy faceva parte delle “blackfaces” del Minstrel show. Questo ha favorito l'invenzione di molte canzoni e motivetti dedicati o accennanti alla Mammy, tra cui "My Mammy" di Al Jolson, dal film Il cantante di jazz e "Swanee" cantata da Judy Garland nel film È nata una stella. Molti personaggi che si rifanno all'archetipo della Mammy sono apparsi anche alla radio e in televisione. Il programma radiofonico Beulah, poi trasformato in miniserie televisiva, raccontava di una domestica di colore chiamata Beulah che aiutava a risolvere i problemi di una famiglia di bianchi. Negli anni quaranta e cinquanta la governante di Tom & Jerry era un esempio di Mammy, con pelle scura e accento afroamericano.

Nella serie di anime e di videogiochi Pokémon Nero e Bianco, la capopalestra Aloé ha subito delle modifiche grafiche dovute alla controversia sullo stereotipo della Mammy che essa rappresenta: il suo grembiule è stato alterato negli artwork ufficiali e rimosso completamente nella serie a cartoni animati.